# 卡洛·阿尔贝托
卡洛·阿尔贝托（義大利語：Carlo Alberto Amedeo；1798年10月2日—1849年7月28日），本名萨伏伊的卡洛·阿尔贝托·埃马努埃莱·维托里奥·玛丽亚·克莱门特·萨维奥（Carlo Alberto Emanuele Vittorio Maria Clemente Saverio di Savoia），薩丁尼亞王國國王（1831－1849）。出自萨伏伊王朝旁系薩伏依-卡里尼亞諾分支，六世祖是卡里尼亞諾親王托馬索·法蘭西斯科（薩丁尼亞開國國王维托里奥·阿梅迪奥二世的叔祖父），而與先前三位國王同輩份。
1831年族兄卡洛·費利切去世，由卡洛·阿尔贝托繼承王位。後來於1849年3月因為第一次意大利獨立戰爭被奧地利打敗後，卡洛·阿爾貝托宣布退位以利兒子维托里奥·埃馬努埃萊二世即位，其後移居葡萄牙，並於同年7月去世。

## 家庭
1817年，卡洛·阿爾貝托與托斯卡納大公費迪南多三世的女兒瑪麗亞·特蕾莎結婚，兩人共有2子1女：
1. 维托里奥·埃馬努埃萊二世（1820年—1878年），義大利國王
2. 費迪南多（1822年—1855年），熱那亞公爵
3. 瑪麗亞·克里斯蒂娜（1826年—1827年），夭折